# Канованас (Порторико)
Канованас (шп. Canóvanas) је општина у америчкој острвској територији Порторико, острвској држави Кариба.

## Демографија
По попису из 2010. године број становника је 47.648, што је 4.313 (10,0%) становника више него 2000. године.
| Група             | 2000.          | 2010.          |
| Белци             | 208 (0,5%)     | 209 (0,4%)     |
| Афроамериканци    | 7.165 (16,5%)  | 10.303 (21,6%) |
| Азијати           | 81 (0,2%)      | 80 (0,2%)      |
| Хиспаноамериканци | 43.016 (99,3%) | 47.285 (99,2%) |
| Укупно            | 43.335         | 47.648         |